# Barklya syringifolia
Barklya es un género monotípico de árboles de la subfamilia Caesalpinioideae de la familia de las fabáceas. Su única especie: Barklya syringifolia Humbert, es endémica de Australia.

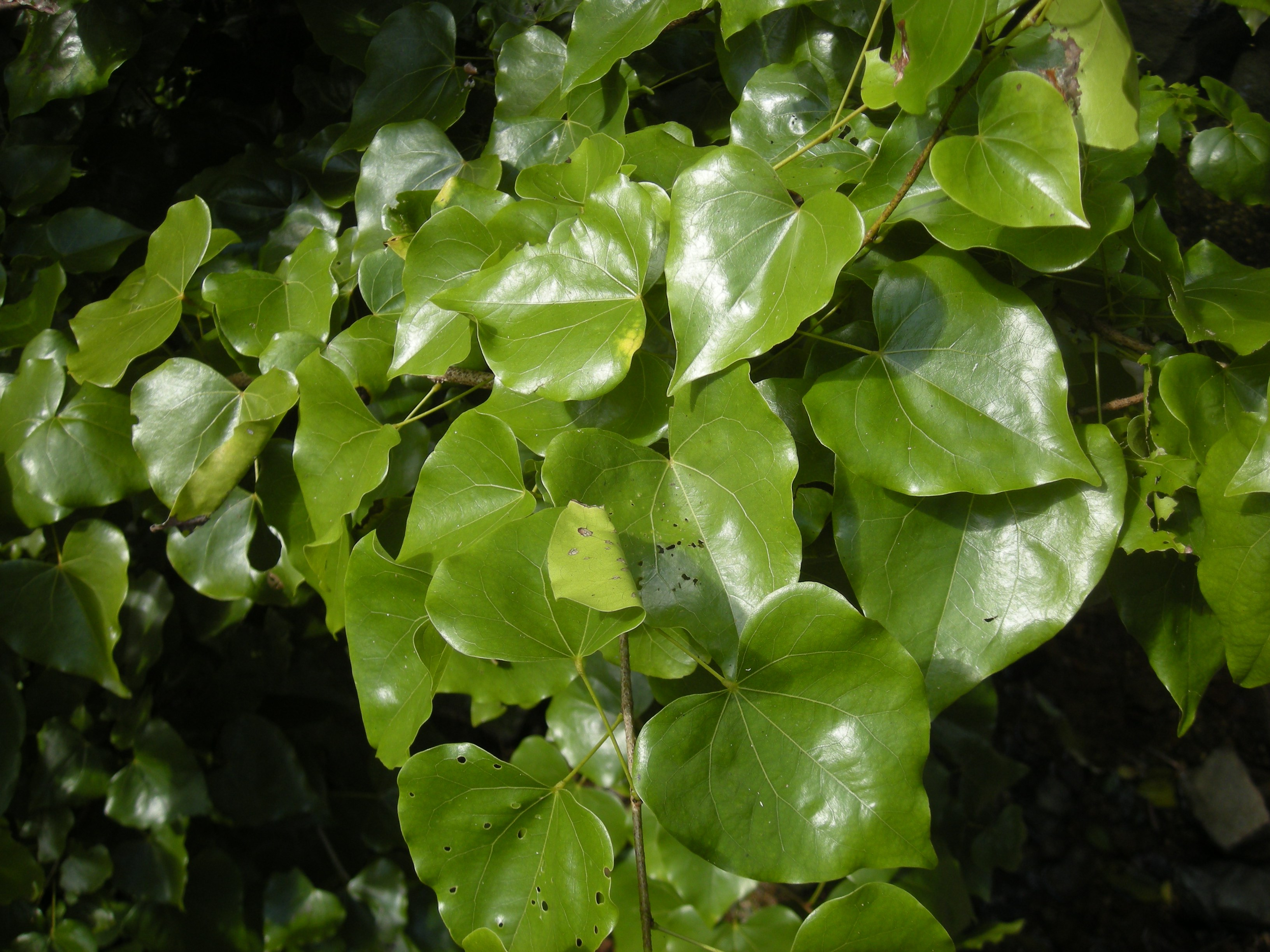
Follaje

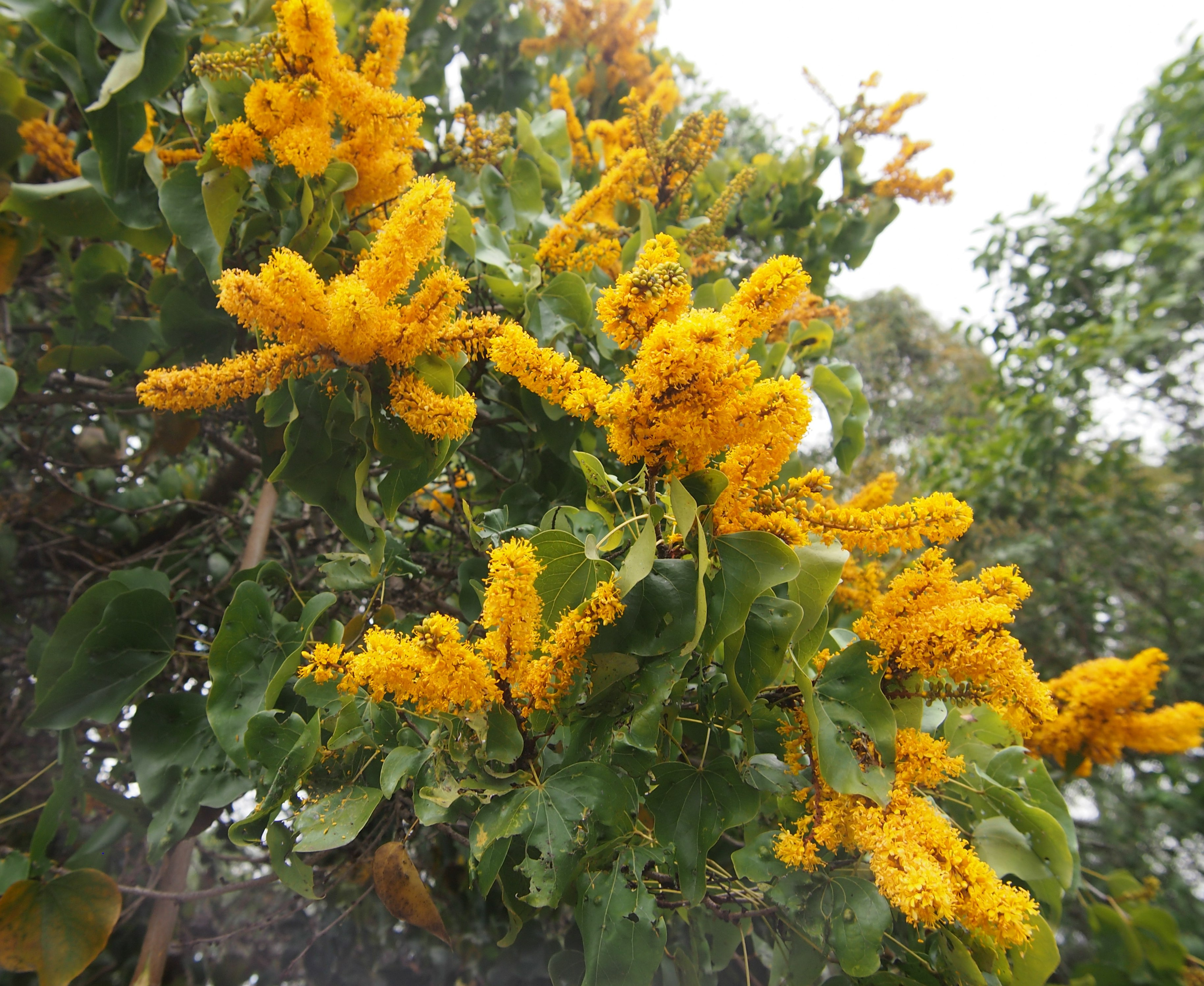
Flores

## Descripción
Es un árbol que alcanza un tamaño de hasta 18 m de altura; raquis, brácteas y cálices oxidado adpreso-pubescentes. Corteza ligeramente rugosa, de color blanco o gris-marrón. Las hojas son ovales, estípulas redondeadas, de 1.5 mm de largo, a veces escasamente peludas, caducas, pecíolo de 2-8 cm de largo; láminas ampliamente cordadas, de 2.5-9 cm de largo y ancho, obtuso o acuminado a veces poco, brillando por encima, pálido por debajo, 7 - nervaduras de la base. Las inflorescencias en racimos de 3-12 cm de largo; brácteas ovadas a lanceoladas, 1.5-2 mm de largo, caducas; pedicelos de 1.5-3 mm de largo. Cáliz 1.5-3 mm de largo, poco lobuladas. Pétalos obovados de color naranja, amarillo; lámina 2-4 mm de largo; garra 2-4 mm de largo. Estambres fértiles 10 mm, 4-7 largo, anteras 1.3-2 mm de largo. Pistilo 8 mm de largo, glabros; estigma no agrandados. El fruto es una legumbre elíptico-oblonga, ± encorvada, de 3-4.5 cm de largo, 1-1.5 cm de ancho, finamente reticulada y con manchas de color marrón oscuro. Semillas 1 o 2, 3.

## Taxonomía
Barklya syringifolia fue descrito por Ferdinand von Mueller  y publicado en Journal of the Linnean Society, Botany 3: 158. 1859.
Sinonimia
- Bauhinia syringifolia (F.Muell.) Wunderlin[3][4]